# OpenAjax Alliance
Die OpenAjax Alliance ist eine Organisation, die sich dafür einsetzt, dass Ajax-Techniken standardisiert werden. Dadurch soll es möglich sein, dass mehrere Ajax-Applikationen nebeneinander in einer Webapplikation laufen. Dies trifft insbesondere dann zu, wenn Mashups verwendet werden.

## Mitglieder
Die OpenAjax Alliance zählte 2009 fast 120 Mitglieder. Die prominentesten sind:
- Adobe
- Cisco
- Eclipse Foundation
- Google
- Microsoft
- Mozilla Foundation
- Novell
- Opera
- Oracle
- Red Hat
- SAP
- Sony Ericsson
- Sun
- W3C
- Zend